# Ситняг гостролусковий
Ситняг гостролусковий (Eleocharis oxylepis) — вид рослин з родини осокових (Cyperaceae); поширений в Україні, Росії, Казахстані.

## Опис
Багаторічна трав'яниста рослина 10–50 см. Колоски часто вузькі, 2–2.5 мм завширшки. Зрілі плоди зелені. Оцвітних тичинок зазвичай немає, рідше їх 4. Стилоподій невеликий, 0.2–0.3 мм довжиною.

## Поширення
Україна, Казахстан, землі Росії між ними.
В Україні зростає на солончаках і солонцях — на Сиваші (о. Куюктук).

## Загрози та охорона
Невідомо, чи існують якісь загрози, що впливають на цей вид.
Немає інформації про заходи, спрямовані на природоохоронну діяльність, що вживаються щодо цього виду.